# Katherine Hughes
Katherine C. Hughes  (ur. 6 kwietnia 1995 w Nowym Jorku) – amerykańska aktorka, która wystąpiła m.in. w filmie Earl i ja, i umierająca dziewczyna i serialu Kingdom.

## Filmografia

### Filmy
| Rok  | Tytuł                              | Rola           | Uwagi       |
| ---- | ---------------------------------- | -------------- | ----------- |
| 2009 | Mom                                | Marian Brenton | krótkometr. |
| 2011 | Roadie                             | młoda Nikki    |             |
| 2012 | Surviving Family                   | Lily Fulton    |             |
| 2014 | Uwiązani                           | Brooke Benton  |             |
| 2015 | Earl i ja, i umierająca dziewczyna | Madison        |             |
| 2016 | Dirty 30                           | Kinsey         |             |
| 2016 | Traitor Knight                     | Claire         | krótkometr. |
| 2017 | Say You Will                       | Ellie Vaughn   |             |
| 2017 | September Morning                  | Lynz           |             |
| 2018 | Monsoon                            | Sarah          |             |
| 2019 | Ambition                           | Jude           |             |
| 2020 | Academy                            | 66             | krótkometr. |
| 2022 | Tangled                            | Kate           |             |
| 2023 | The Resurrection of Charles Manson | Tianna         |             |

### Telewizja
| Rok     | Tytuł                              | Rola         | Uwagi            |
| ------- | ---------------------------------- | ------------ | ---------------- |
| 2009    | Prawo i porządek: sekcja specjalna | Tina         | 1 odc.           |
| 2012    | Zaprzysiężeni                      | Amy          | 1 odc.           |
| 2016    | #ThisIsCollege                     | Gigi         | 1 odc.           |
| 2017    | Kingdom                            | Kayla        | 7 odc.           |
| 2018    | My Dead Ex                         | Charley      | gł. rola; 8 odc. |
| 2020    | Perfect Commando                   | Rachel       | gł. rola         |
| 2021-22 | Goldbergowie                       | Jean Jacobs  | 2 odc.           |
| 2022    | Echo 3                             | Reese Keller | 3 odc.           |